# Andante, Andante
«Andante, Andante» (анда́нте, анда́нте; рабочее название: Hold Me Close) — песня шведской группы ABBA. Ведущий вокал принадлежит Фриде. Композиция была записана в двух версиях: англоязычная стала четвёртым треком, включённым на международную версию альбома Super Trouper, а испаноязычная к тому же вышла как сингл в Сальвадоре и Аргентине.

## Сингл
Музыка была написана, как обычно, Бенни Андерссоном, и Бъёрном Ульвеусом, текст на испанском — Mary и Buddy McCluskey. Запись началась в октябре 1980 года на студии Polar Music, причём уже после того, как была закончена работа над англоязычной версией. Песня исполняется от лица женщины, которая говорит своему партнёру, что им необходимо быть вместе и идти дальше по жизни. В латиноамериканской версии альбома Super Trouper песня была первой по счёту, на альбоме ABBA Oro — 12-й.
Песне не удалось попасть в чарты, скорее всего, из-за ограниченной географии релиза — всего две страны
.

## Англоязычная версия
Оригинальная — англоязычная — версия «Andante, Andante», полностью написанная Бьорном и Бенни, была записана 9 апреля 1980 года. Сюжет песни идентичен.
Оставшись сугубо альбомным треком, песня не вышла как сингл, не считая того обстоятельства, что она послужила стороной «Б» для «Happy New Year» в Португалии.

## Сторона «Б»
- В Аргентине — «The Piper» (дорожка № 8 с Super Trouper).
- В Сальвадоре — «Felicidad» (дорожка № 11 альбома ABBA Oro).